# HAT-P-15
HAT-P-15は、地球からペルセウス座の方向に約630光年離れた位置にある12等級の恒星である。

## 概要
| 太陽 | HAT-P-15  |
| ---- | --------- |
| 太陽 | Exoplanet |

HAT-P-15は太陽とほぼ同じ質量や半径、光度を持つG型星で、スペクトル分類ではG5型に分類される。金属量がやや多く、太陽の1.66倍ほどになっている。
2010年、トランジット法を用いて太陽系外惑星の探索を行っている観測ネットワークHATネット（Hungarian Automated Telescope Network）による観測で、HAT-P-15の周囲を公転する惑星HAT-P-15bが発見された。木星の約2倍の質量を持ち、11日弱の周期でHAT-P-15の周囲を公転している。
| 名称 （恒星に近い順） | 質量             | 軌道長半径 （天文単位） | 公転周期 (日)        | 軌道離心率    | 軌道傾斜角  | 半径             |
| --------------------- | ---------------- | ----------------------- | -------------------- | ------------- | ----------- | ---------------- |
| b                     | 1.946 ± 0.066 MJ | 0.0964 ± 0.0014         | 10.863502 ± 0.000027 | 0.190 ± 0.019 | 89.1 ± 0.2° | 1.072 ± 0.043 RJ |

## 名称
2019年、世界中の全ての国または地域に1つの系外惑星系を命名する機会を提供する「IAU100 Name ExoWorldsプロジェクト」において、HAT-P-15系はウクライナに割り当てられる惑星系となった。このプロジェクトは、「国際天文学連合100周年事業」の一環として計画されたイベントの1つで、ウクライナ国内での選考、国際天文学連合 (IAU) への提案を経て太陽系外惑星とその主星に固有名が承認されるものであった。2019年12月17日、IAUから最終結果が公表され、HAT-P-15はBerehynia、HAT-P-15 bはTryzubと命名された。これらはウクライナの古代国家の象徴の名前に由来しており、Berehyniaは、スラブ神話の水と川岸の女神で、近年では「家庭の母、大地の保護者」として国の女神の地位にある女神「ベレヒニア」に、Tryzubは、ウラジーミル太公のコインや今日の国章に描かれている、ウクライナで最も有名な国のシンボルである「トルィーズブ」（三叉戟）にちなんでいる。